# Algebra di insiemi
In matematica, un'algebra di insiemi (o più brevemente un'algebra) su un insieme {\displaystyle \Omega }, è una famiglia di sottoinsiemi di {\displaystyle \Omega } che abbia delle proprietà di chiusura rispetto ad alcune operazioni insiemistiche, in particolare l'operazione di unione finita e di passaggio al complementare. Un'algebra di insiemi è una struttura algebrica particolarmente utile in teoria della misura e probabilità, ed è alla base di tutte le nozioni di misurabilità, sia di insiemi che di funzioni. È inoltre utilizzata nella teoria delle rappresentazioni in algebra booleana. 
Euristicamente, potremmo dire che la nozione di algebra di insiemi (e quella di σ-algebra) stanno alla misurabilità, come la nozione di topologia sta a quella di continuità. Ed è infatti notevole che entrambe queste strutture possano costruirsi dando delle semplici condizioni di stabilità per operazioni insiemistiche.
La nozione di algebra di insiemi venne introdotta all'inizio del XX secolo. Attualmente, in teoria della misura il concetto di σ-algebra è divenuto molto più utilizzato di quello di algebra. Tuttavia non sono mancati matematici influenti, come Bruno de Finetti, che hanno tentato di dare alla struttura dell'algebra un ruolo centrale in teoria della misura, traducendo molti risultati riguardanti misure σ-additive (cioè definite su σ-algebre) al caso più generale di misure finitamente additive (definite su algebre).

## Definizione matematica
Sia {\displaystyle \Omega } un insieme, e sia {\displaystyle {\mathfrak {F}}} una famiglia di sottoinsiemi di {\displaystyle \Omega } (ovverosia, un sottoinsieme dell'insieme delle parti di {\displaystyle \Omega }). Diremo che {\displaystyle {\mathfrak {F}}} è un'algebra su {\displaystyle \Omega } se:
1. L'insieme vuoto {\displaystyle \emptyset } appartiene ad {\displaystyle {\mathfrak {F}}}: {\displaystyle \emptyset \in {\mathfrak {F}}}.
2. Se un insieme {\displaystyle A} è in {\displaystyle {\mathfrak {F}}}, allora il suo complementare è in {\displaystyle {\mathfrak {F}}}: {\displaystyle A\in {\mathfrak {F}}\Rightarrow A^{c}\in {\mathfrak {F}}}.
3. Se due insiemi {\displaystyle A,B} sono in {\displaystyle {\mathfrak {F}}}, allora la loro unione è in {\displaystyle {\mathfrak {F}}}: {\displaystyle A,B\in {\mathfrak {F}}\Rightarrow A\cup B\in {\mathfrak {F}}}.

Si noti che da tali condizioni discendono delle semplici proprietà, talvolta utilizzate nella definizione stessa di algebra di insiemi:
- Un'algebra {\displaystyle {\mathfrak {F}}} su un insieme {\displaystyle \Omega } è non vuota, ed essa ha tra i suoi elementi lo stesso insieme {\displaystyle \Omega } (poiché {\displaystyle \emptyset \in {\mathfrak {F}}} e {\displaystyle \emptyset ^{c}=\Omega }).
- Un'algebra {\displaystyle {\mathfrak {F}}} è chiusa per unione finita: Se {\displaystyle A_{1},A_{2},\ldots A_{n}\in {\mathfrak {F}}} allora {\displaystyle \bigcup _{i=1}^{n}A_{i}\in {\mathfrak {F}}}, come segue iterando la terza condizione della definizione.
- Un'algebra {\displaystyle {\mathfrak {F}}} è chiusa per intersezione: se {\displaystyle A,B\in {\mathfrak {F}}}, allora {\displaystyle A\cap B\in {\mathfrak {F}}}, dal momento che {\displaystyle A\cap B=\left(A^{c}\cup B^{c}\right)^{c}}, che appartiene ad {\displaystyle {\mathfrak {F}}}, dalla seconda e terza condizione. Iterando questa procedura, ne segue che essa è chiusa per intersezione finita.

## Esempi
- Dato un qualunque insieme {\displaystyle \Omega }, la famiglia di sottoinsiemi {\displaystyle {\mathfrak {F}}_{0}=\{\emptyset ,\Omega \}} è un'algebra. Anche la famiglia {\displaystyle {\mathfrak {F}}_{\mathcal {P}}} costituita da tutti i sottoinsiemi di {\displaystyle \Omega } (insieme delle parti) è un'algebra. Queste sono rispettivamente la più piccola e la più grande algebra su {\displaystyle \Omega }; ossia, se {\displaystyle {\mathfrak {F}}} è un'algebra su {\displaystyle \Omega } allora {\displaystyle {\mathfrak {F}}_{0}\subset {\mathfrak {F}}\subset {\mathfrak {F}}_{\mathcal {P}}}. In genere, queste due algebre sono dette improprie o banali.
- Consideriamo un insieme con quattro elementi {\displaystyle \Omega =\{John,Paul,Ringo,George\}}. In questo caso finito, si possono costruire esplicitamente alcune algebre. Ad esempio si può verificare che (indicando i nomi con le rispettive iniziali):

{\displaystyle {\mathfrak {F}}=\left\{\emptyset ,\{J\},\{P\},\{J,P\},\{R,G\},\{P,R,G\},\{J,R,G\},\Omega \right\}}
soddisfa le condizioni della definizione.
- Ogni σ-algebra è un'algebra. Infatti la chiusura rispetto all'unione numerabile implica chiaramente la chiusura rispetto all'unione finita. Le altre due proprietà restano invariate.

## Principali risultati ed applicazioni
- Data una famiglia {\displaystyle \left\{{\mathfrak {F}}_{\alpha }\right\}_{\alpha \in {\mathcal {A}}}} qualunque (finita o infinita) di algebre, è facile verificare che la loro intersezione {\displaystyle {\mathfrak {F}}_{\mathcal {A}}:=\bigcap _{\alpha \in {\mathcal {A}}}{\mathfrak {F}}_{\alpha }} è ancora un'algebra. Essa è la più grande algebra contenuta in tutte le algebre {\displaystyle {\mathfrak {F}}_{\alpha }}, ossia se {\displaystyle {\mathfrak {F}}\subset {\mathfrak {F}}_{\alpha }}, per ogni {\displaystyle \alpha \in {\mathcal {A}}}, allora {\displaystyle {\mathfrak {F}}\subset {\mathfrak {F}}_{\mathcal {A}}}. Pertanto, data una famiglia qualsiasi {\displaystyle {\mathfrak {G}}} di sottoinsiemi di {\displaystyle \Omega }, si può considerare l'algebra generata da {\displaystyle {\mathfrak {G}}}, come l'intersezione di tutte le algebre contenenti {\displaystyle {\mathfrak {G}}}. Dalla definizione stessa di algebra generata da {\displaystyle {\mathfrak {G}}}, segue che essa è la più piccola algebra contenente {\displaystyle {\mathfrak {G}}}. Ad esempio, l'algebra {\displaystyle {\mathfrak {F}}} del secondo esempio sopra, è generata dall'insieme {\displaystyle {\mathfrak {G}}=\left\{\{J\},\{P\}\right\}}.

- Una qualunque algebra booleana si può rappresentare come un'algebra (ossia, essa ha la stessa struttura di un'algebra). Questo è il teorema di rappresentazione di Stone.

- Un'algebra booleana finita si può rappresentare come l'algebra impropria dell'insieme delle parti di un insieme finito (vedi esempio sopra).